# Boerhavia mista
Boerhavia mista är en underblomsväxtart som först beskrevs av Mats Thulin, och fick sitt nu gällande namn av Rafaël Herman Anna Govaerts. Boerhavia mista ingår i släktet Boerhavia och familjen underblomsväxter. Inga underarter finns listade i Catalogue of Life.